# Hunyadvári József
Hunyadvári József  (Gyula, 1950. február 8.) nyugdíjas nyomdász, hivatásos vőfély, a Szent Vince Borrend tagja, és annak Ceremóniamestere, a Békés Megyei Gasztronómiai és Borlovagrend Alapítványnak volt elnöke. Munkájával és adottságával híven szolgálja a magyar, valamint azon belül is csongrádi borvidék borainak és a táj szépségének népszerűsítését.

## Pályafutása
Eredeti szakmája szerint nyomdász, 35 évi dolgozott kötészeti művezetőként, többek között a vizsolyi Biblia, a Jordánszky-kódex, Kájoni-kódex és Arany János Kapcsos könyve hasonmás kiadásának a készítője.
1992-ben megnyerte a Magyar Rádió népzenei osztálya által szervezett vőfélyvetélkedőt, 1993-ban pedig a Magyar Televízió, Baja városa és a Kiskegyed folyóirat által szervezett hasonló nemzetközi vetélkedőt.
A hazai és nemzetközi (népi) lakodalmas hagyományok ápolásán kívül történelmi lakomák rendezésével, szervezésével, illetve gasztronómiai és kulturális fesztiválok szervezésével is foglalkozik. A 2017-es esztendőben már az 1000-ik  lakodalmát is levezette, melyről az RTL Klub XXI. század című műsora külön műsort is forgatott. Közreműködött a csabai kolbászfesztiválon, a gyulai Sódar-Mustra fesztiválon, a Békés megyei Szent Vince Borlovagrend rendezvényein.
1993-ban nemzeti díjas vőfély lett.